# Csokornyakkendő

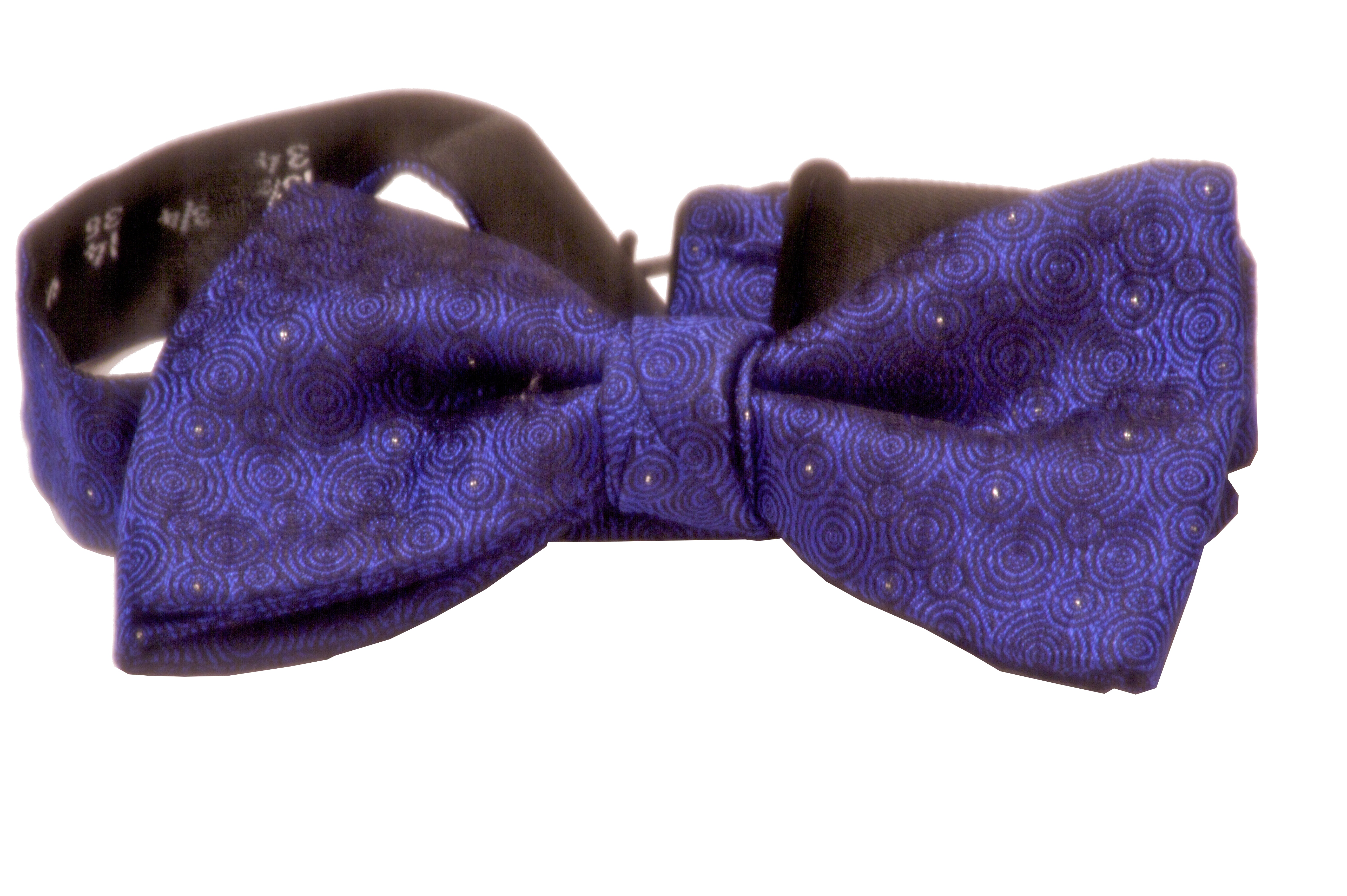
Mintás, kék csokornyakkendő

A csokornyakkendő díszes, általában többszínű, hurok alakú, nyak köré keresztbe tekert szövet, amelyet az inggallér alatt viselnek. Elsősorban öltönykiegészítőként használatos. A 17. század közepén kezdett el terjedni, a 19. században különösen népszerű volt, később jelentőségét vesztette. Azonban egyes ünnepélyes alkalmakra, illetve bizonyos ruhadarabokhoz kötelező viselet maradt.

## A csokornyakkendő története
A csokornyakkendő története, a hosszúkötésű nyakkendőhöz képest korábbra, a 17. század közepére nyúlik vissza, amikor a francia hadseregben szolgáló, nyakdíszt viselő horvát katonák hozták köztudatba a ruhadarabot (innen származik a németes kravátli kifejezés is). Kezdetben több típusa volt általános: hosszú len, illetve batiszt textilcsík formában, amelyet elöl csokorra kötöttek és rojttal vagy csipkével díszítettek. Később (18–19. század) divatosak lettek a nyak köré tekert sálak, majd a 19. század közepén, a lehajtott inggallér kialakulásával ismét divatba kerültek a nyakkendők, így a csokornyakkendő is. Jelenlegi kompakt formája 1870 körül alakult ki. A 20. századra a hosszúkötésű nyakkendő terjedt el és szorította háttérbe a csokornyakkendőt, amely azonban továbbra is egyes ünnepélyes öltözékek része maradt. A csokornyakkendők általában selyemből készülnek, de alacsonyabb minőségűek poliészterben is találhatóak. A fehér csokornyakkendők azonban pamutpikéből készülnek.

## Használata, megkötése

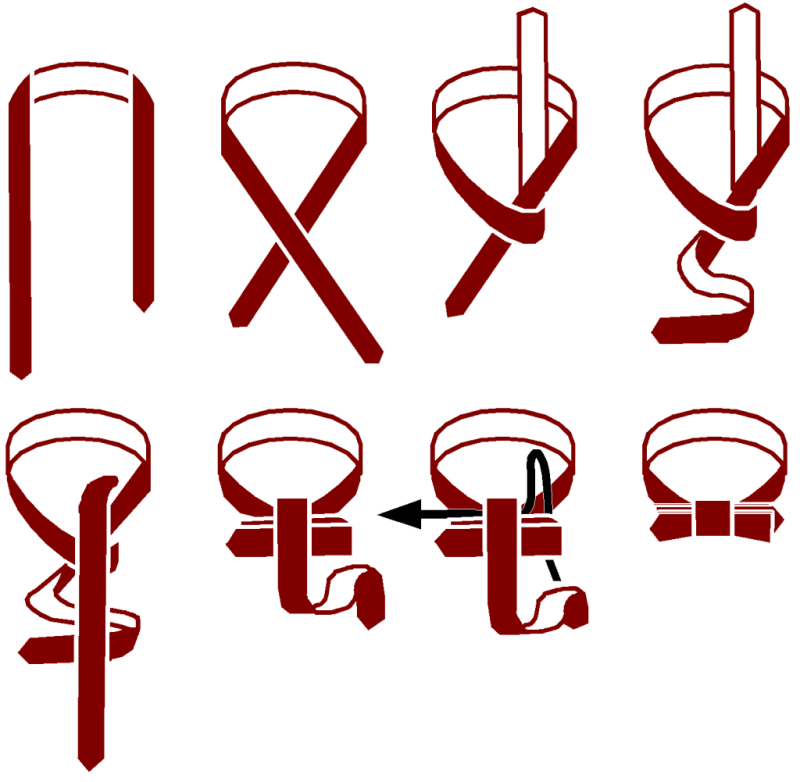
A csokornyakkendő megkötése

A csokornyakkendő jellemzően öltönykiegészítő, a hosszúkötésű nyakkendő mellett az egyik, bár ritkábban használt nyakdíszítési eszköz. Szmokinghoz és frakkhoz kötelező a csokornyakkendő viselete, előbbi esetében fekete, utóbbinál fehér színben, így ünnepélyes, társasági eseményeken viselt ruhadarab. Egyes beltéri sportoknál, így a snookernél és egyéb biliárdjellegű sportoknál hosszú ideig a versenyzők egyik kötelező tartozéka volt. A snooker esetében lazítottak a szabályozáson, de nyakdísznek egyedül csokornyakkendő hordható.
A csokornyakkendő megkötése nem egyszerű művelet, ezért elterjedtek az előre megkötött, állítható gumi- vagy szövetpánttal rendelkező típusok. Azonban vannak megköthető típusok is. Megkötésük hasonlít egy cipőfűző megkötéséhez.

## Híres viselők

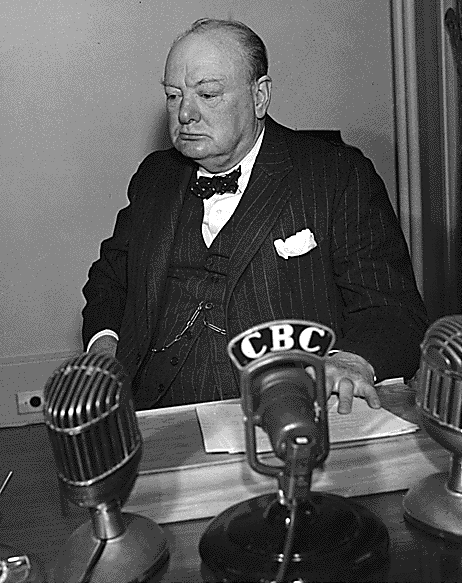
Winston Churchill 1944-ben

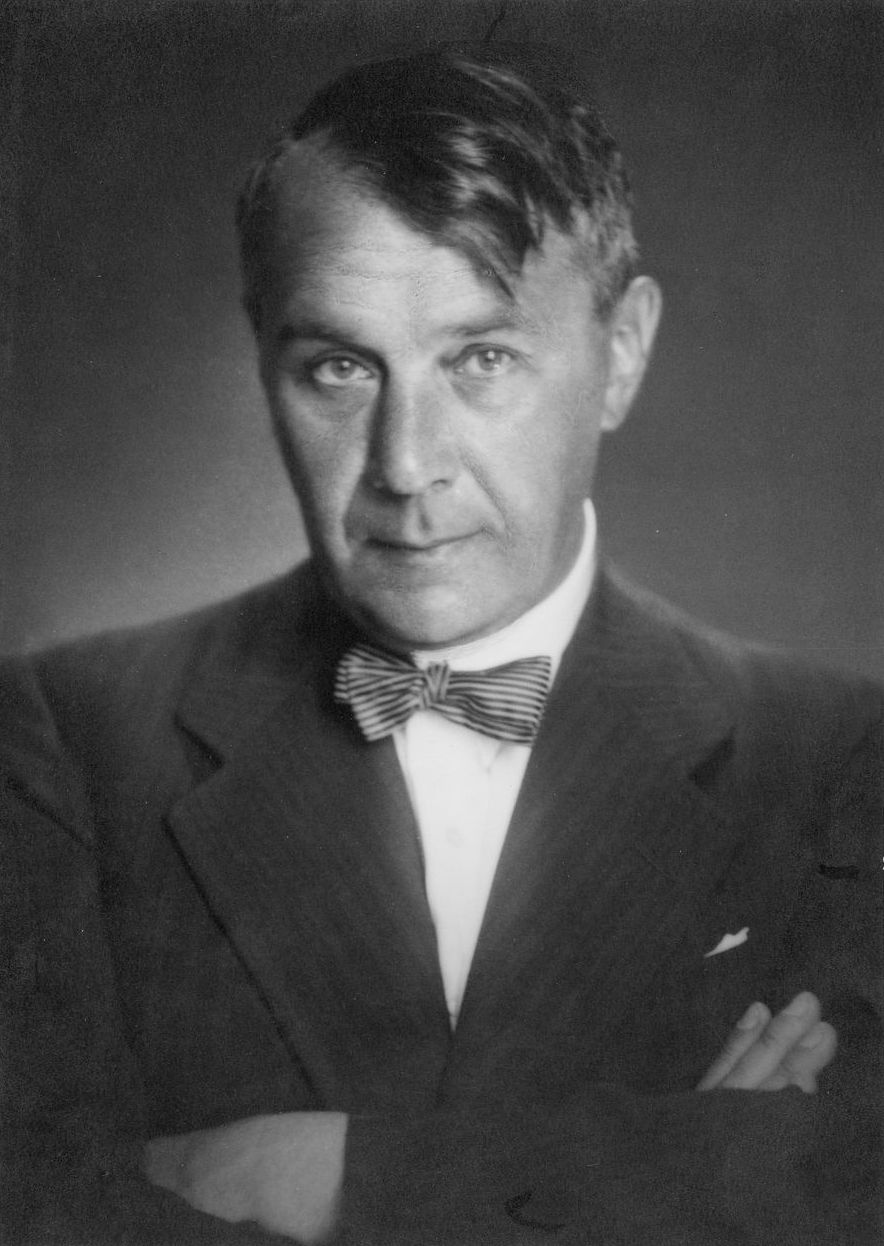
Kosztolányi Dezső

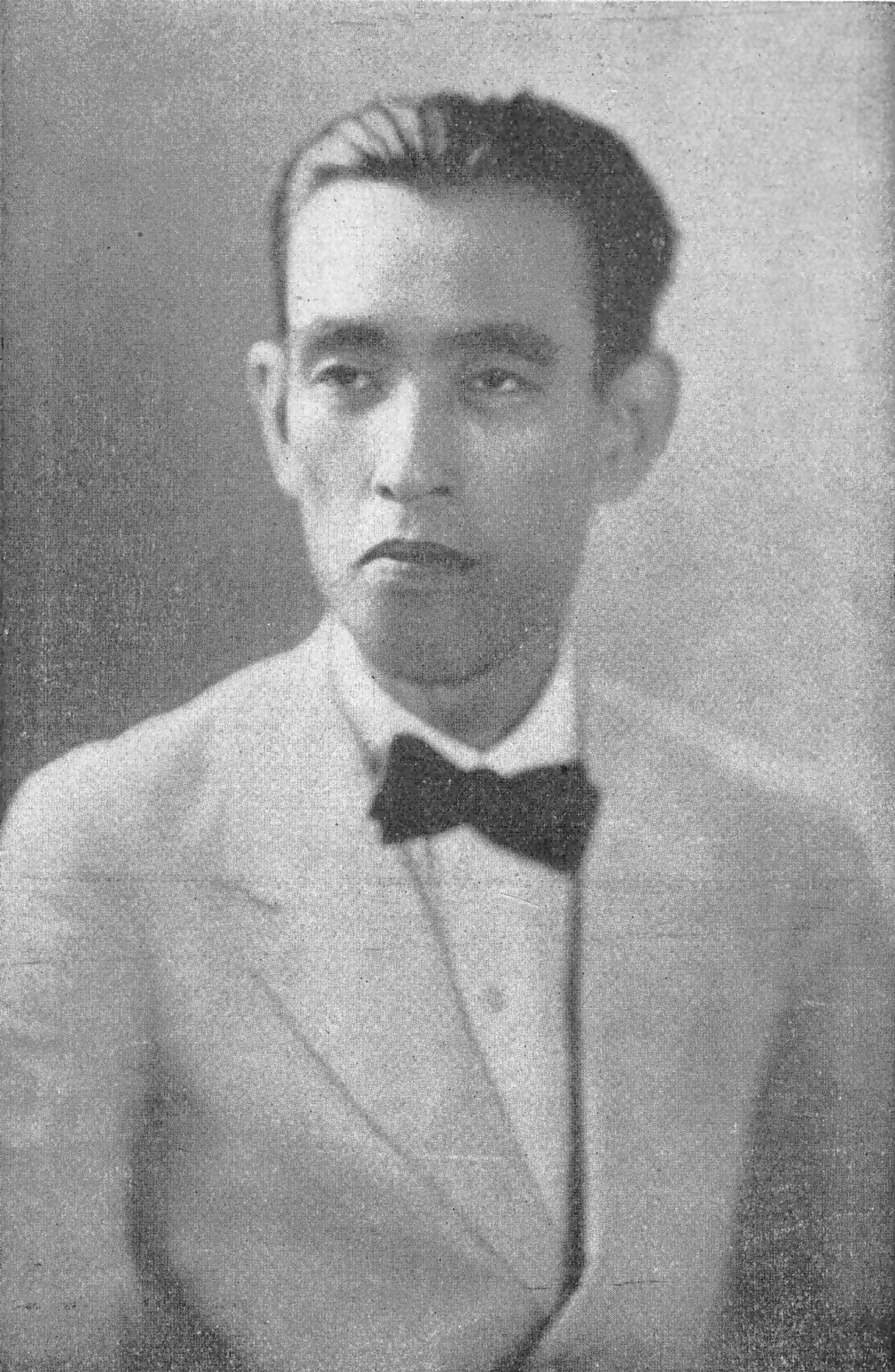
Nagai Kafú 1927-ben

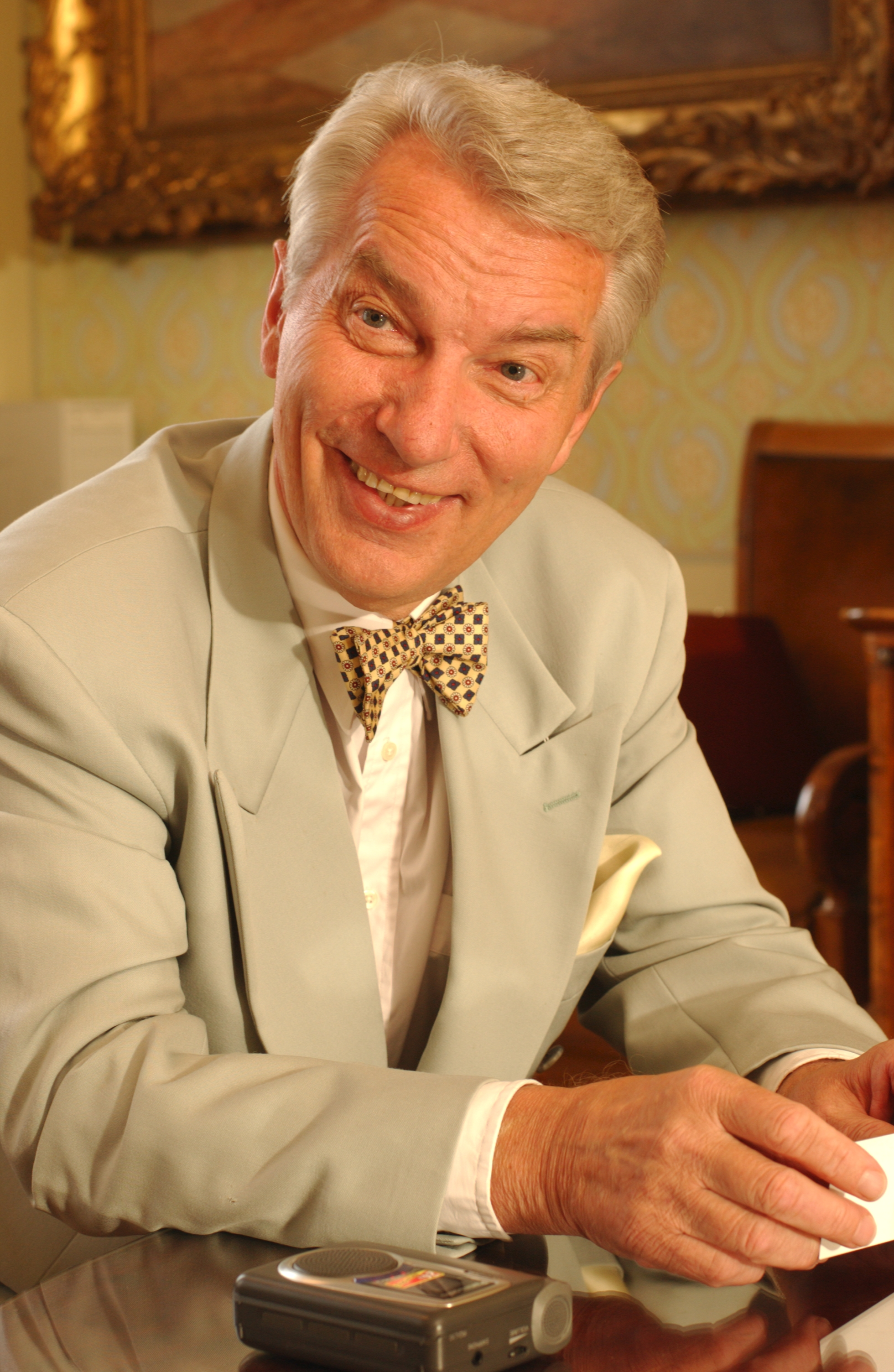
Vizi E. Szilveszter

- Winston Chruchill (1874–1965) angol politikus, miniszterelnök
- Albert Schweitzer (1875–1965) Nobel-békedíjas német orvos, humanitárius aktivista
- Molnár Ferenc (1878–1952) író, drámaíró (A Pál utcai fiúk)
- Nagai Kafú (1879–1959) japán író, „a japán Krúdy”
- Alexander Fleming (1881–1955) brit orvos, a penicillin megalkotója
- Roger Martin du Gard (1881–1958) irodalmi Nobel-díjas francia író
- Walter Gropius (1883–1969) német építész, a Bauhaus megalapítója
- Kosztolányi Dezső (1885–1936) író, költő, a Nyugat első nemzedékének tagja
- Le Corbusier (1887–1965) svájci-francia építész, a modern építészet egyik vezető alakja
- Erwin Schrödinger (1887–1961) Nobel-díjas osztrák fizikus
- Groucho Marx (1890–1977) amerikai színész, humorista
- Alfred Kinsey (1894–1956) amerikai biológus, zoológus, szexológus
- Alekszandr Ivanovics Oparin (1894–1980) szovjet-orosz biokémikus
- Lester Bowles Pearson (1897–1972) kanadai Nobel-békedíjas politikus, miniszterelnök
- Fred Astaire (1899–1987) amerikai színész, táncos
- Fritz Albert Lipmann (1899–1986) Nobel-díjas amerikai-német biokémikus
- Vladimir Horowitz (1903–1989) orosz-amerikai zongoraművész
- André Kostolany (1906–1999) magyar származású tőzsdespekuláns, író
- Ian Fleming (1908–1964) angol író, James Bond megalkotója
- Archibald Cox (1912–2004) amerikai jogtudós, a Watergate-botrány ügyésze
- Paul Samuelson (1915–2009) amerikai Nobel-díjas közgazdász
- Julio César Turbay Ayala (1916–2005) kolumbiai politikus, elnök
- Arthur M. Schlesinger (1917–2007) Pulitzer-díjas amerikai történész
- Bárándy György (1919–2014) ügyvéd
- Donald Cram (1919–2001) Nobel-díjas amerikai kémikus
- John Paul Stevens (1920–2019) amerikai jogász, az Amerikai Egyesült Államok Legfelsőbb Bíróságának egykori tagja
- Aaron T. Beck (1921–2021) amerikai pszichiáter, a kognitív viselkedésterápia kidolgozója
- Daniel Patrick Moynihan (1927–2003) amerikai politikus, diplomata
- Szabó András (1928–2011) jogtudós, kriminológus, az MTA rendes tagja, az Alkotmánybíróság egykori tagja
- Eric Kandel (1929) osztrák-amerikai Nobel-díjas neurobiológus
- Borhidi Attila (1932) botanikus, ökológus, az MTA rendes tagja
- Peter Eisenman (1932) amerikai építész
- Mécs Imre (1933–2023) 1956-os elítélt, politikus
- Karl Lagerfeld (1933–2019) német divattervező
- Bodrogi Gyula (1934) Kossuth-díjas színművész, a Nemzet Színésze
- Horváth József (1936) növényvirológus, az MTA rendes tagja
- Vizi E. Szilveszter (1936) orvos, farmakológus, az MTA egykori elnöke
- Karel Schwarzenberg (1937–2023) cseh politikus, diplomata
- Erdei Árpád (1939–2021) jogtudós, az Alkotmánybíróság egykori tagja
- Mark Palmer (1941–2013) amerikai diplomata, az USA budapesti nagykövete
- Rapcsák András (1943–2002) politikus, országgyűlési képviselő, Hódmezővásárhely polgármestere
- Angus Deaton (1945) brit származású amerikai Nobel-díjas közgazdász
- Wolfgang Schüssel (1945) osztrák politikus, miniszterelnök (2000-ig hordott csokornyakkendőt)
- Aigner Szilárd (1946–2016) meteorológus
- Elio Di Rupo (1951) belga politikus, miniszterelnök
- Toomas Hendrik Ilves (1953) észt politikus, köztársasági elnök
- Szőcs Géza (1953–2020) romániai magyar költő, politikus
- Palotás János (1955) üzletember, politikus
- Alber Elbaz (1961–2021) izraeli divattervező
- Karl Lauterbach (1963) német orvos, politikus
- Varnus Xavér (1964) orgonaművész
- Patrick McHenry (1975) amerikai politikus
- Sándor Fegyir (1975) kárpátaljai szociológus, egyetemi tanár
- Stromae (1985) belga énekes
- Brendon Urie (1987) amerikai énekes

### Fiktív személyek
- James Bond brit kém, filmalak (eredetileg Ian Fleming alkotta meg)
- Böhm József, a Szomszédok című teleregény szereplője
- A Doktor, a Ki vagy, doki? című sorozat főszereplője a második, harmadik és tizenegyedik inkarnációjában
- Junior Healey, filmalak (Talpig zűrben)
- Hercule Poirot belga nyomozó, filmalak (eredetileg Agatha Christie alkotta meg)
- Besenyő Pista bácsi, a Besenyő család feje